# Klein Vrystaat
Klein Vrystaat (jelentése: „kis szabadállam”) rövid életű búr köztársaság volt a mai Dél-afrikai Köztársaság területén, Piet Retief városa körül.

## Története
1876 körül egy csoport búr Mbandzeni szvázi királytól földeket vásárolt, rá tíz évre, 1886-ban az alkotmány elfogadását követően megalakult a terület "formális kormánya" is.
Mbandzeni király ugyan eladta a földet, de megtartotta a "fennhatóságát a terület fölött". Mbandzeni  II. Mswati fia volt, és 1875–1889 között uralkodott.
Klein Vrystaat 1891-ig létezett mit szuverén állam, amikor is beolvadt a Dél-afrikai Köztársaságba (Transvaal).  Klein Vrystaat zászlaja megegyezett a transvaali „Vierkleur” zászlóval, amelynek négy színe volt: vízszintesen piros-fehér-kék, függőleges zöld csíkkal a bal szélen.

## Fordítás
- Ez a szócikk részben vagy egészben  a   Klein Vrystaat című angol Wikipédia-szócikk ezen változatának fordításán alapul.  Az eredeti cikk szerkesztőit annak laptörténete sorolja fel. Ez a jelzés csupán a megfogalmazás eredetét és a szerzői jogokat jelzi, nem szolgál a cikkben szereplő információk forrásmegjelöléseként.